# Kilikija
Kilikija (starogrško Κιλικία, armensko Կիլիկիա, turško Kilikya), današnja Çukurova, je bila antična pokrajina in upravna enota Rimskega cesarstva na jugovzhodni sredozemski obali Male Azije severno od Cipra. Ime je dobila po svojem mitološkem ustanovitelju Kiliksu.

## Geografija
Kilikija je ležala ob sredozemski obali med Pamfilijo na zahodu in gorovjem Amanus na meji s Sirijo na vzhodu. Na severu jo je gorovje Taurus ločevalo od visoke planote Anatolije. Iz Kilikija je skozi gorovje Taurus proti severu en sam ozek prehod, imenovan Kilikijska vrata.
Kilikijo sestavljata dve pokrajini: gorata Kilikija Traheja (grško Κιλικία Τραχεία) in ravninska Kilikja Pedija (grško Κιλικία Πεδιάς). 
Kilikija Traheja je razčlenjega pokrajina na zahodu Kilikije na južnih pobočjih Taurusa, ki se pogosto končujejo z ozkimi polotoki in rtiči in majhnimi, dobro zaščitenimi zalivi. Zalivi so bili dobra zavetišča za pirate, v srednjem veku pa so jih ravno zaradi tega zasedli genovski in beneški trgovci. V antiki je bila poraščena z obsežnimi gozdovi, ki so bili vir lesa za Fenicijo in Egipt. Večjih mest v pokrajini ni bilo. 
Kilikija Pedija leži vzhodno od Kilikije Traheje na obsežni obalni ravnini južno od Taurusa. Pokrajina ima veliko rodovitne zemlje, na kateri danes gojijo bombaž, grozdje, oljke in pomaranče. Pokrajina je bogata z vodo, saj po njej tečejo kar tri velike reke (Tarsus Çay, Seyhan in Jihun) in mnogo manjših, ki s seboj prinašajo obilo rodovitnega blata. 

## Zgodovina

### Zgodnja zgodovina
Kilikija je bila naseljena že v mlajši kameni dobi. Prvi pisni dokumenti, ki omenjajo Kilikijce, so asirski napisi iz zgodnjega 1. tisočletja pr. n. št.. Asirci so jih imenovali Kilikku in jih imeli za eno od štirih največjih sil v zahodni Aziji. Hetiti v 2. tisočletju pr. n. št. omenjajo njihovo kraljestvo Kizzuwatna, ki verjetno ni bilo del hetitske države. V Perzijskem cesarstvuje bila Kilikija na videz samostojna in so ji vladali domači tributarni kralji, v resnici pa je spadala v četrto satrapijo. Ksenofont Efeški (430―354 pr. n. št.) je o njej zapisal, da ji vlada kraljica, kar je morda ostanek matrilinearne družbe, Kir Mlajši pa je omenil, da na svojem vojnem pohodu v Kilikiji ni naletel na noben odpor.

### Perzijsko cesarstvo
Preko Kilikije je že pred Kirovo osvojitvijo potekala trgovska cesta, ki je anatolsko planoto povezovala z vzhodom. Pot je vodila skozi Kilikijska vrata, edini gorski prelaz preko Taurusa, se spustila do Issa in se nato razcepila. Južni krak ceste je šel skozi Sirijska vrata do Aleksandrete in od tam preko prelaza Bejlan v Antiohijo. Severni krak ceste je šel čez gorska prelaza Amanska vrata in Bagče v severno Sirijo in dolino Evfrata. Oba prelaza sta lahko prehodna, zato je bila Kilikija geografsko in politično bolj povezana s Sirijo kot z Malo Azijo. 

### Obdobje Grkov in Rimljanov
Leta 333 pr. n. št. je s severa skozi Kilikijska vrata brez težav vdrl Aleksander Veliki, ker so gorski prelaz verjetno nadzirali lokalni vladarji, ki s Perzijci niso bili v najboljših odnosih. Po Aleksandrovi smrti (323 pr. n. št.) je bila Kilikija dolgo let bojišče rivalskih grških generalov in kraljev, dokler ni nazadnje postala posest Ptolemajcev iz Egipta. Kasneje je pripadla Selevkidom, ki so obvladovali samo njeno vzhodno polovico.
Kilikija Traheja je postala gnezdo piratov, ki jih je šele leta 67 pr. n. št. pokoril Pompej. Kilikijo Pedijo so Rimljani osvojili že leta 103 pr. n. št. in ustanovili rimsko provinco z glavnim mestom Tarz, ostalo ozemlje pa je provinci priključil Pompej leta 64 pr. n. št. Nekaj časa je v provinco spadala tudi Frigija.
Leta 47 pr. n. št. je Julij Cezar rimske province reorganiziral, zato je Kilikija okrog leta 27 pr. n. št. postala del province Sirija-Kilikija-Fenicija. Zahodni del province je ostal še nekaj časa samostojen in so mu vladali domači kralji ali duhovniki, na vzhodu pa je nastalo majhno kraljestvo s kraljem Tarkondimotom. Leta 74 je cesar Vespazijan obe kraljestvi združil v provinco Kilikijo, ki jo je upravljal prokonzul.
V tetrarhiji cesarja Dioklecijana okrog leta 297 je Kilikiji vladal konzul. Skupaj z Izavrijo, Sirijo, Mezopotamijo, Egiptom in Libijo je tvorila Vzhodno diocezo - Diocesis Orientis. V 3. stoletju sta se afriški provinci Libija in Egipt odcepili in tvorili posebno diocezo Egipt. V 7. stoletju so Kilikijo osvojili muslimanski Arabci in ji vladali vse do leta 965, ko jo je osvojil bizantinski cesar Nikefor II. Fokas.
Kilikija je v rimskih časih proizvajala in izvažala tkanino iz kozjih dlak, imenovano cilicium, iz katere so izdelovali šotore, znana pa je tudi po tem, da je bil v Tarzu rojen sveti Pavel, pisec trinajstih spisov Nove zaveze.

### Armensko kraljestvo Kilikija
V času križarskih vojn je bilo na ozemlju Kilikije pomembno Armensko kraljestvo Kilikija , ki je nastalo po vdoru Turkov Seldžukov v Armenijo in množičnem begu armenskega prebivalstva proti jugu. Leta 1080 je Ruben, sorodnik zadnjega armenskega kralja Anija, v osrčju kilikijskega dela Taurusa ustanovil majhno kneževino, ki je postopoma zrasla v kraljestvo Mala Armenija (Armenia Minor). Kraljestvo je bilo krščansko, obkroženo z muslimanskimi državami. Armenci so bili v sovražnih odnosih tudi z Bizantinci in so zato podpirali križarje. 
Kilikijski Kralj Konstantin (1095-1100) je križarjem pomagal na njihovem pohodu proti Antiohiji, zato so ga povzdignili v viteza in vojvodo. Toros I. (1100-1123) se je skupaj s krščanskimi plemiči iz Sirije uspešno vojskoval z Bizantinci in Seldžuki. Levond II. (Leon Veliki, 1187-1219) je kraljestvo razširil preko gorovja Taurus in ustanovi glavno mesti Sis. Tudi on je podpiral križarje, zato ga je nadškof iz Mainza kronal za kralja. Poročil se je z nevesto iz hiše ciprskih Lusinjanov.
Haiton I. (1226-1270) je sklenil zavezništvo z Mongoli, ki takrat še niso prestopili v islam in so branili Armence pred mameluki iz Egipta. Po smrti Leona V. leta 1342, so za kralja Konstantina IV. okronali Ivana Lusinjanskega s Cipra. Ivan in njegovi nasledniki so se Armencem kmalu odtujili, ker so jih poskušali spreobrniti v katoliško vero in so vse pomembne državne položaje podelili katolikom. Kraljestvo je zaradi notranjih sporov hitro propadalo in leta 1375 postalo lahek plen egiptovskih mamelukov.
Kilikijo Trahejo so v 15. stoletju zasedli Osmani, Kilikija Pedija pa je ostala neodvisna do leta 1515.

### Osmansko cesarstvo
Kilikija je bila od 15. stoletja do 1. januarja 1919 del Osmanskega cesarstva, potem pa so je zasedli Francozi. Z mirovno pogodbo v Sèvresu (1920) so jo hoteli priključili Francoski Siriji, Turki pa so v vojni za neodvisnost to preprečili. Francozi so ostali v Kilikiji samo nekaj mesecev, dokler ni bila 9. marca 1921 s Turškim narodnim gibanjem podpisana Kilikijska mirovna pogodba, s katero so Kilikijo vrnili Turčiji. 
Armensko prebivalstvo Kilikije so med Armenskim genocidom (1915-1917) praktično iztrebili. 

### Turška republika
Po francosko-turški vojni in kasnejši turški vojni za neodvisnost je Kilikija s pogodbo v Lausanni leta 1921 postala del Republike Turčije. Danes je razdeljena na tri province: Mersin, Adana in Osmanye.

## Mitološka Kilikija
Grška mitologija omenja še eno Kilikijo, majhno pokrajino jugovzhodno od Trode v severozahodni Mali Aziji. Povezave med obama pokrajinama so skrajno nejasne, če so sploh bile. Trodsko Kilikijo omenjata Homer v Iliadi in Strabon v Geografiji. V Iliadi so omenjene tudi Tebe, Dardanija (Lyrnessus) in Hrise, ki jih je med trojansko vojno napadel in oplenil Ahil.